# هنر سر کردن
هنر سر کردن (به انگلیسی: The Art of Getting By) یک فیلم کمدی-درام عاشقانه آمریکایی، محصول سال ۲۰۱۱ است. بازیگران آن شامل فردی هایمور، اما رابرتس، الیزابت ریسر، ریتا ویلسون و بلر آندروود است.